# Xa lộ Liên tiểu bang 80
Xa lộ Liên tiểu bang 80 (tiếng Anh: Interstate 80 hay viết tắt là I-80) là một xa lộ liên tiểu bang đông-tây tại Hoa Kỳ. Nó chạy từ phố chính của thành phố San Francisco trong tiểu bang California đến thành phố Teaneck nằm trong Vùng đô thị Thành phố New York.  Đây là xa lộ liên tiểu bang dài thứ hai tại hoa Kỳ (sau Xa lộ Liên tiểu bang 90). Phần lớn lộ trình của I-80 gần như theo sát Xa lộ Lincoln lịch sử, con lộ đầu tiên chạy băng ngang nước Mỹ. Xa lộ cũng có dấu vết của các con đường lịch sử nổi bật khác từng hiện diện tại Tây Hoa Kỳ: đó là Đường mòn Oregon đi qua các tiểu bang Wyoming và Nebraska, Đường mòn California đi qua phần lớn tiểu bang Nevada và California, và toàn bộ Đường sắt First Transcontinental trừ khu vực Hồ Great Salt.
Từ nơi gần phía đông thành phố Chicago, Illinois đến gần thành phố Youngstown, Ohio, Xa lộ Liên tiểu bang 80 là một xa lộ thu phí gồm có phần lớn hai xa lộ Xa lộ thu phí Indiana và Xa lộ thu phí Ohio. I-80 chạy trùng với Xa lộ Liên tiểu bang 90 từ nơi gần thành phố Portage, Indiana đến thành phố Elyria, Ohio. Tại tiểu bang Pennsylvania, I-80 có tên gọi là "Keystone Shortway", một xa lộ cao tốc không thu phí đi qua các vùng nông thôn trung-bắc của tiểu bang trên đường đi đến tiểu bang New Jersey và Thành phố New York.

## Mô tả xa lộ
|         | dặm     | km      |
| ------- | ------- | ------- |
| CA      | 199,24  | 320,65  |
| NV      | 410,67  | 660,91  |
| UT      | 196,34  | 315,98  |
| WY      | 402,76  | 648,18  |
| NE      | 455,32  | 732,77  |
| IA      | 306,01  | 492,48  |
| IL      | 163,52  | 263,16  |
| IN      | 151,56  | 243,91  |
| OH      | 237,48  | 382,19  |
| PA      | 311,07  | 500,62  |
| NJ      | 68,54   | 110,30  |
| Tổng số | 2902,51 | 4671,13 |

### California

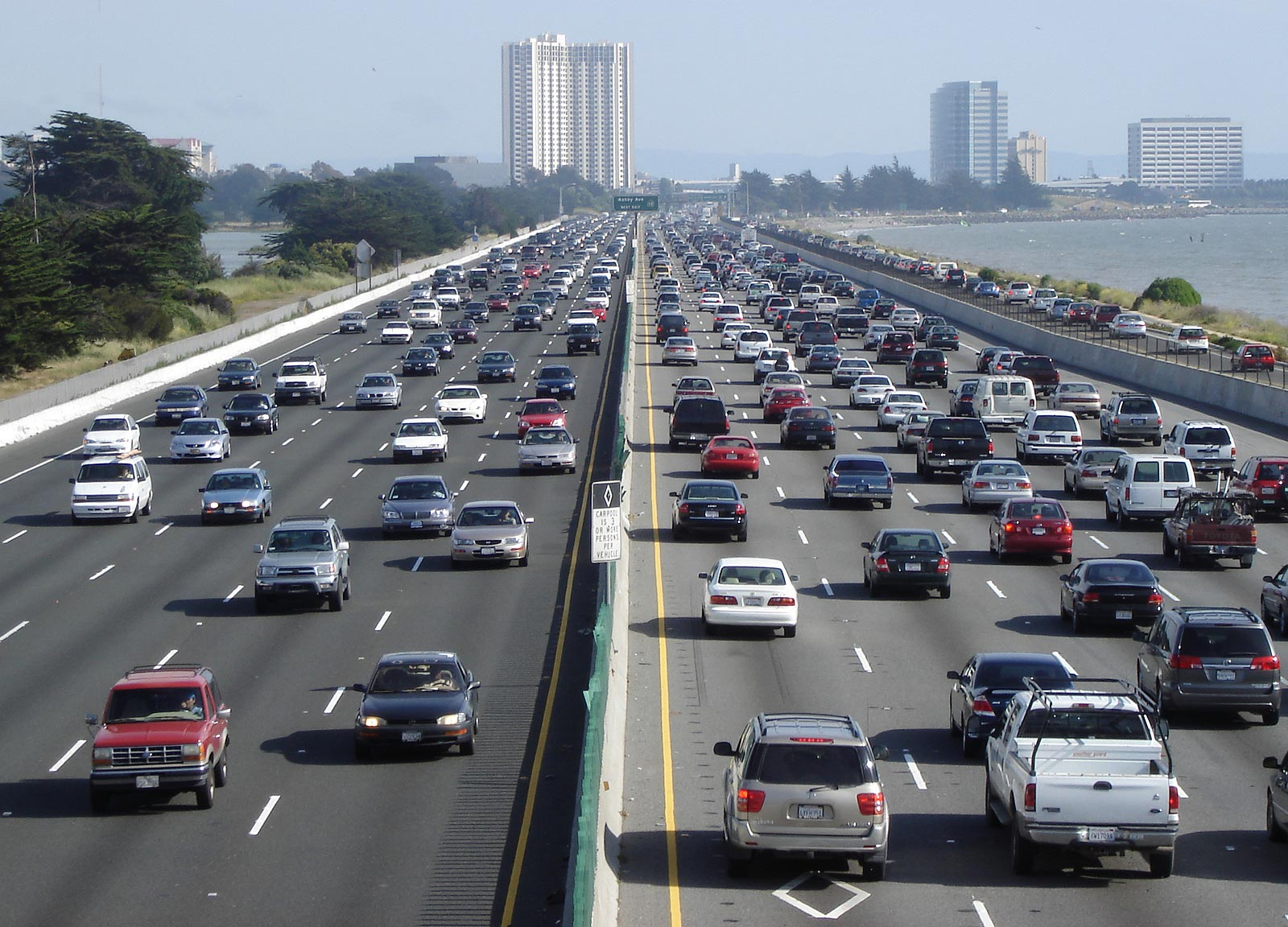
Xa lộ Liên tiểu bang 80 là một xa lộ cao tốc đô thị then chốt trong Vùng Vịnh San Francisco. Trong hình là đoạn nằm trong thành phố Berkeley, California có tên là Xa lộ cao tốc Eastshore. Đây là đoạn xa lộ bận rộn nhất vùng với 300.000 xe lưu thông trung bình mỗi ngày.

Xa lộ Liên tiểu bang 80 bắt đầu tại nút giao thông khác mức với Quốc lộ Hoa Kỳ 101 tại thành phố San Francisco, và rồi đi qua Cầu Vịnh San Francisco-Oakland vào thành phố Oakland. Sau đó nó hướng lên đông bắc qua thành phố Vallejo, Sacramento, và Dãy núi Sierra Nevada trước khi vào tiểu bang Nevada.

### Nevada
Tại tiểu bang Nevada, I-80 đi qua phần phía bắc tiểu bang. Xa lộ cao tốc này phục vụ vùng đô thị Reno–Sparks, và cũng đi qua các thị trấn Fernley, Lovelock, Winnemucca, Battle Mountain, Elko, Wells và West Wendover trên đường của nó xuyên qua tiểu bang.
Phần đi qua tiểu bang Nevada, I-80 đi theo Sông Truckee và Sông Humboldts. Hai con sông này từng là hành lang phương tiện giao thông từ thời cơn sốt vàng California vào thập niên 1840. Xa lộ Liên tiểu bang cũng đi theo các con đường lịch sử của Đường mòn California, Đường sắt First Transcontinental, và Đường sắt Sông Feather trong tiểu bang. I-80 tại Nevada theo sát, thậm chí tại nhiều điểm trùng trực tiếp, với con đường ban đầu của Xa lộ Victory, Xa lộ Tiểu bang 1 và Quốc lộ Hoa Kỳ 40.

### Utah

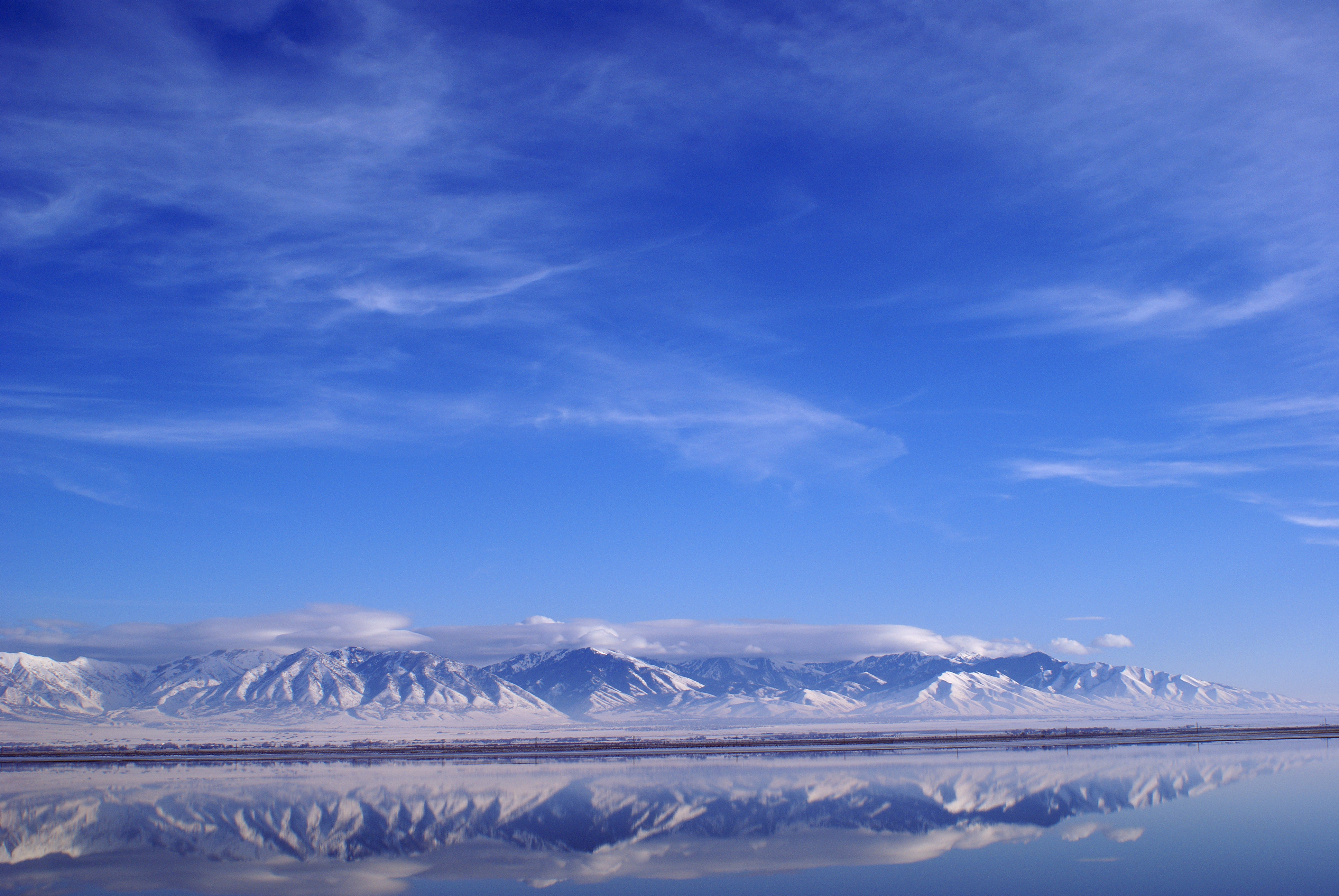
Các ngọn núi trong khu vực Hồ Great Salt được nhìn thấy khi đến gần Salt Lake City từ phía tây.

Sau khi băng qua ranh giới phía tây của tiểu bang Utah, I-80 đi qua đồng muối Bonneville hoang vắng ở phía tây Hồ Great Salt. Đoạn dài nhất giữa hai lối ra trên Hệ thống Xa lộ Liên tiểu bang là đoạn nằm giữa thành phố Wendover và Knolls có khoảng cách là 37 dặm (60 km) giữa hai lối ra. Đoạn này của I-80 lúc đi qua Hoang mạc Hồ Great Salt thì cực kỳ bằng và thẳng và có nhiều biển cảnh báo người lái xe có thể bị mệt mỏi và chóng mặt.
Phía đông các đồng muối, I-80 đi qua thành phố Salt Lake City, nơi nó nhập với I-15 khoảng 3 dặm (4,8 km) trước khi vào Dãy núi Wasatch ở phía đông thành phố. Xa lộ chạy xuống Hẻm núi Parley và đi qua cách thành phố Park City vài dặm khi nó theo một lộ trình xuyên qua các ngọn núi đi về hướng tiểu bang Wyoming.

### Wyoming

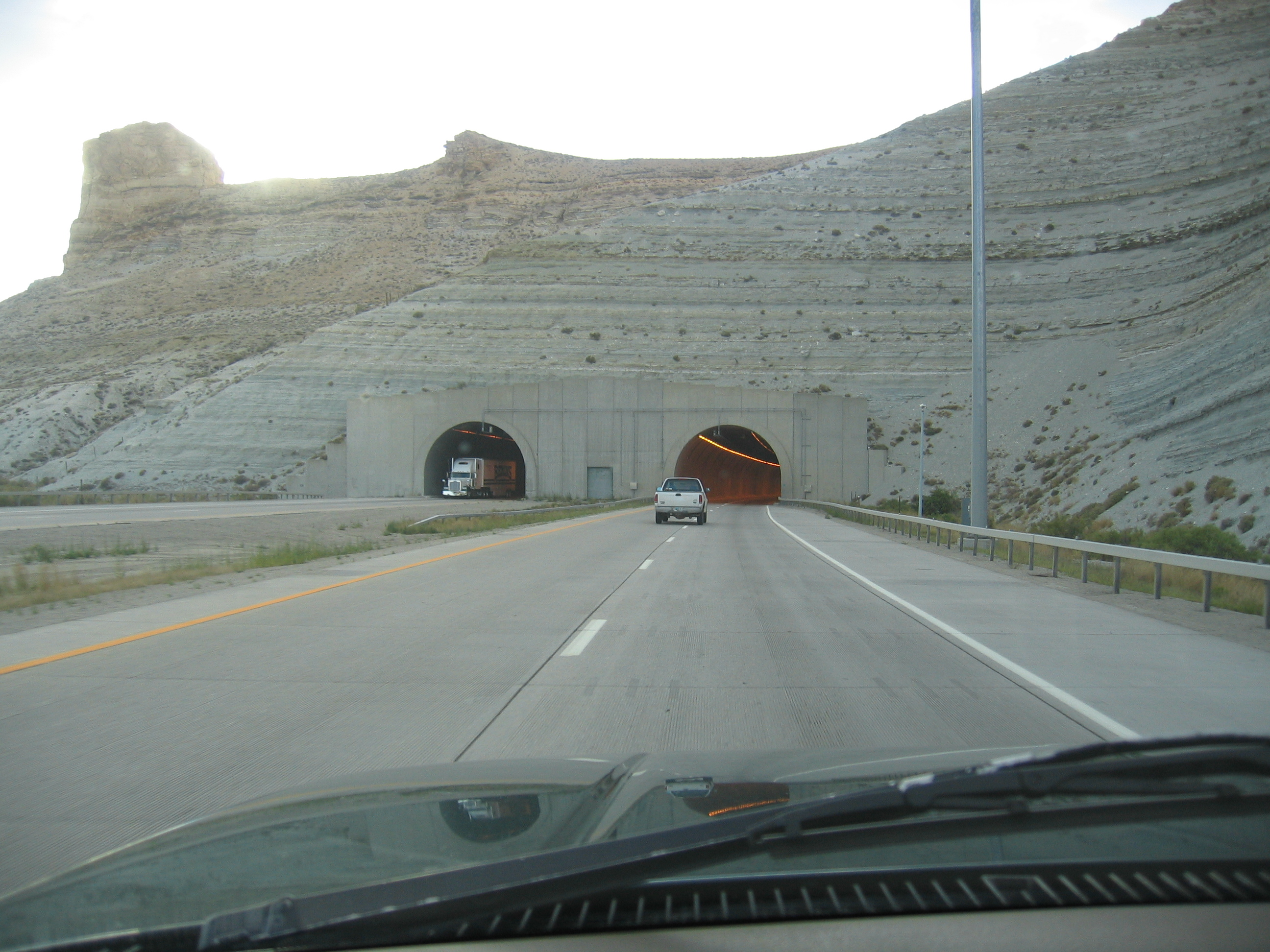
Đường hầm gần Green River, Wyoming, một trong số ba bộ đường hầm trên đoạn đường dài 2900 mi của I-80 (hai bộ kia là Đường hầm Carlin tại tiểu bang Nevada và Đường hầm Yerba Buena tại tiểu bang California).

Tại tiểu bang Wyoming, I-80 đạt đến độ cao tối đa là 8.640 ft (2.633 m) so với mực nước biển giữa thành phố Cheyenne và Laramie, Wyoming.  Cũng dọc theo đoạn này là thị trấn Buford, Wyoming ở độ cao 8.000 ft là cộng đồng nằm trên cao nhất trên I-80.  Xa hơn về phía tây tại Wyoming, xa lộ liên tiểu bang đi qua Hoang mạc Red khô cằn và vượt qua Đường phân thủy Bắc Mỹ. I-80 vượt qua Đường phân thủy hai lần vì hai ngọn núi của Rặng Thạch Sơn tách ra trong tiểu bang Wyoming, hình thành Đại Lòng chảo Phân thủy mà từ đó nước không thể thoát ra ngoài.

### Nebraska

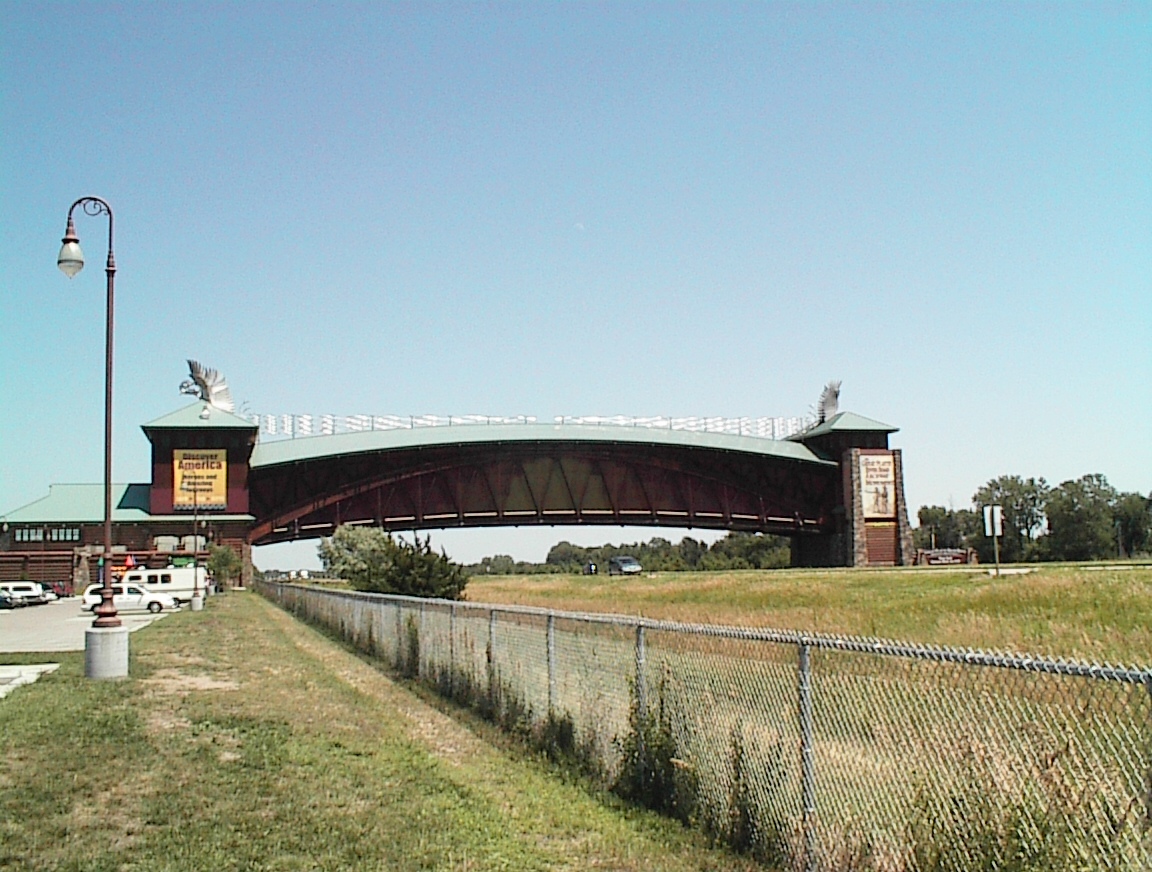
Tượng đài Great Platte River Road Archway tại Kearney, Nebraska nằm dắt ngang Xa lộ Liên tiểu bang 80.

I-80 đi vào tiểu bang Nebraska ở phía tây thành phố Bushnell. Đoạn phía tây của I-80 trong tiểu bang Nebraska chạy rất gần tiểu bang Colorado nhưng không đi vào tiểu bang này; điểm giao cắt của I-76 và I-80 có thể nhìn thấy từ ranh giới tiểu bang Colorado-Nebraska. Từ giao điểm này với I-76 đến Grand Island, I-80 nằm trong thung lũng Sông South Platte và Sông Platte. Đoạn thẳng và dài trong Hệ thống Xa lộ Liên tiểu bang là đoạn dài khoảng 72 dặm (116 km) của I-80 nằm giữa Lối ra số 318 trong vùng Grand Island và cột mốc dặm số 390 nằm gần thành phố Lincoln. Dọc theo đoạn đường dài này, xa lộ không thay đổi đường thẳng lý tưởng trên một vài mét. Sau khi qua thành phố Lincoln, I-80 quay về hướng bắc đến thành phố Omaha. Sau đó nó vượt Sông Missouri tại thành phố Omaha để đi vào tiểu bang Iowa.  Đây là xa lộ liên tiểu bang duy nhất băng qua tiểu bang Nebraska từ đầu này sang đầu bên kia.
Một phần của Xa lộ Liên tiểu bang 80 tại tiểu bang Nebraska được đánh dấu là một Xa lộ Tưởng niệm Blue Star (một số đoạn xa lộ tại nhiều tiểu bang được đánh dấu với cái tên như vậy để tỏ lòng biết ơn Quân đội Hoa Kỳ).

### Iowa
Tại tiểu bang Iowa, Xa lộ Liên tiểu bang 80 chạy từ cầu I-80 bắt qua Sông Missouri nơi nó giao cắt với I-29 và chạy về hướng đông đến khu vực có 5 thành phố nhúm chùm với nhau quanh Sông Mississippi trên ranh giới giữa hai tiểu bang Iowa và Illinois và Cầu Tưởng niệm Fred Schwengel trên Sông Mississippi. Tại Des Moines, xa lộ nhập với Xa lộ Liên tiểu bang 35 khoảng 15 dặm (24 km). Đây là xa lộ cao tốc huyết mạch đông-tây chính yếu đi qua phía nam miền trung tiểu bang Iowa, và là xa lộ liên tiểu bang đông-tây chính trong tiểu bang.
Tại Iowa, I-80 phục vụ các thành phố Council Bluffs, Des Moines, Iowa City, Davenport và Bettendorf.

### Illinois
Tại tiểu bang Illinois, I-80 chạy từ Cầu Tưởng niệm Fred Schwengel bắt qua Sông Mississippi về hướng nam đến một điểm giao cắt với I-74. Sau đó nó chạy về phía đông ngang qua phía bắc miền trung tiểu bang Illinois, ngay phía bắc Sông Illinois đến thành phố Joliet. I-80 tiếp tục đi về hướng đông và nhập với I-94 ngay trước khi đi vào tiểu bang Indiana.

### Indiana
Tại tiểu bang Indiana, I-80 chạy trùng với một xa lộ liên tiểu bang khác trong cả đoạn đường dài qua tiểu bang. Nó chạy với I-94 trên Xa lộ cao tốc Borman trước khi nhập vào I-90 đến tiểu bang Ohio trên Xa lộ thu phí Indiana.
Một đoạn của I-80 giữa La Porte, Indiana và Toledo, Ohio chạy cùng với I-90 cách ranh giới tiểu bang Michigan khoảng 10 dặm (16 km). Từ điểm giao cắt giữa Lộ Tiểu bang 9 và I-80, biển dấu đánh dấu ranh giới Indiana-Michigan có thể thấy được.  Nó đi qua vùng đô thị South Bend, giao cắt với Xa lộ Thung lũng St. Joseph. Tại một điểm khác tại phía bắc tiểu bang Indiana, I-80 nằm trong khoảng 200 thước Anh (180 m) từ ranh giới Michigan.

### Ohio
Tại tiểu bang Ohio, I-80 vào cùng với I-90 từ Xa lộ thu phí Indiana và ngay lập tức thành "Xa lộ thu phí James W. Shocknessy Ohio", thường được gọi đơn giản là Xa lộ thu phí Ohio. Hai xa lộ liên tiểu bang đi qua vùng nông thôn tây bắc tiểu bang Ohio và chạy qua phía nam của vùng đô thị Toledo. Tại Rossford, Ohio, nó giao cắt với Xa lộ Liên tiểu bang 75 tại khu vực có tên là Các ngã tư Mỹ. Điểm giao cắt này là một trong những điểm giao cắt lớn nhất của hai xa lộ liên tiểu bang tại Hoa Kỳ.
Tại Xã Elyria, ngay phía tây thành phố Cleveland, I-90 tách ra khỏi I-80 và chạy về hướng đông bắc. I-80 chạy theo hướng đông-đông nam qua các khu ngoại ô phía nam của thành phố Cleveland và vẫn giữ biển dấu là Xa lộ thu phí Ohio. Ngay tây bắc thành phố Youngstown, Xa lộ thu phí Ohio tiếp tục hướng đông nam trên Xa lộ Liên tiểu bang 76 trong khi I-80 chạy hướng đông đến phía bắc Youngstown, đi vào tiểu bang Pennsylvania ở phía nam Sharon, Pennsylvania.

### Pennsylvania
Tại tiểu bang Pennsylvania, I-80 là xa lộ liên tiểu bang đông-tây chuẩn mực đi qua miền trung Pennsylvania. Xa lộ chạy từ ranh giới tiểu bang Ohio gần thành phố Sharon đến Cầu thu phí Delaware Water Gap bắt qua Sông Delaware và có tên là Xa lộ Tưởng niệm Confair.
I-80 không phục vụ vùng đô thị nào trực tiếp tại tiểu bang Pennsylvania. Một xa lộ nhánh ngắn từ I-80 (I-180) chạy đến Williamsport trong khi đó một xa lộ nhánh ngắn khác (I-380) chạy đến Scranton. I-80 giao cắt với I-476 tại Dãy núi Pocono nối liền với Scranton, Wilkes-Barre, Allentown và Philadelphia.  I-80 giao cắt với I-79 tại phía tây Pennsylvania mà nối với Erie (khoảng 75 dặm (121 km) về phía bắc) và Pittsburgh (khoảng 55 dặm (89 km) về phía nam). Cũng trong miền tây Pennsylvania, I-80 phục vụ như điểm đầu phía bắc của I-376 mà nối nó đến Sân bay Quốc tế Pittsburgh và tiếp tục đi đến phố chính và ngoại ô của thành phố Pittsburgh.
Tại Quận Clearfield, Xa lộ Liên tiểu bang 80 lên đến điểm cao nhất ở phía đông Sông Mississippi, khoảng 2,250 foot (0,686 m), mặc dù các xa lộ liên tiểu bang khác ở phía đông Sông Mississippi, trong đó có I-26 tại tiểu bang North Carolina và tiểu bang Tennessee lên đến độ cao cao hơn.
Năm 2007, Ủy ban Xa lộ thu phí Pennsylvania kết hợp với Đạo luật Lập pháp Tiểu bang số 44 khởi sự các kế hoạch nhằm thực hiện một hệ thống thu phí trên toàn đoạn đường I-80 đi qua tiểu bang Pennsylvania. Ngày 15 tháng 10 năm 2007, Bộ Giao thông Pennsylvania và Ủy ban Xa lộ thu phí Pennsylvania ký một kế ước cho thuê 50 năm cho phép ủy ban bảo trì và thậm chí thu phí I-80. Tuy nhiên, xa lộ thu phí như thế đã không được Cơ quan Quản trị Xa lộ Liên bang Hoa Kỳ chấp thuận.

### New Jersey

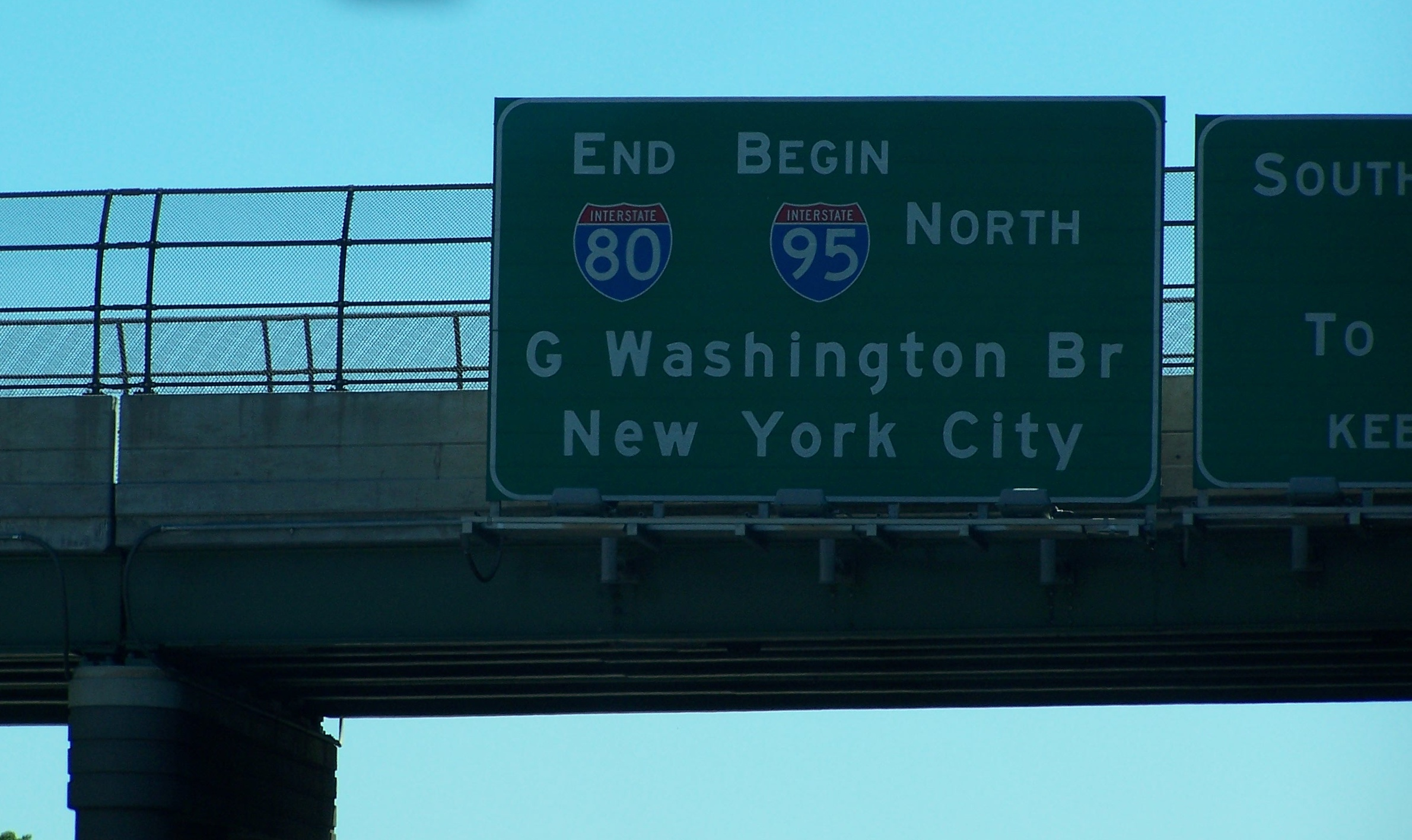
Đầu phía đông của I-80 trong tiểu bang New Jersey

Một phần I-80 đi qua tiểu bang New Jersey được gọi là Xa lộ cao tốc Bergen-Passaic.
I-80 không đi cả đường đến Thành phố New York qua ngã Cầu George Washington. Điểm đầu phía đông của nó n(như theo biển dấu và tài liệu của Bộ Giao thông New York) còn khoảng 4 dặm (6,4 km) mới đến Thành phố New York. Nó nằm tại thành phố Teaneck, New Jersey trước cầu vượt Phố Degraw. Ở đó, các biển dấu cho thấy nơi kết thúc của I-80 và nơi bắt đầu của I-95, một phần của Xa lộ thu phí New Jersey.
Một đoạn I-80 chạy từ Netcong đến Denville được xây dựng năm 1958.  Đây là một trong số những đoạn đường xưa nhất thuộc Hệ thống Xa lộ Liên tiểu bang.

## Các xa lộ giao cắt chính
- Quốc lộ Hoa Kỳ 101 tại San Francisco, California
- Xa lộ Liên tiểu bang 5 tại Sacramento, California
- Xa lộ Liên tiểu bang 15 tại Salt Lake City, Utah
- Xa lộ Liên tiểu bang 25 tại Cheyenne, Wyoming
- Xa lộ Liên tiểu bang 35 gần Des Moines, Iowa
- Xa lộ Liên tiểu bang 55 gần Joliet, Illinois
- Xa lộ Liên tiểu bang 65 tại Gary, Indiana
- Xa lộ Liên tiểu bang 90 gần Gary, Indiana
- Xa lộ Liên tiểu bang 75 gần Toledo, Ohio
- Xa lộ Liên tiểu bang 90 gần Cleveland, Ohio
- Xa lộ Liên tiểu bang 95 / Xa lộ thu phí New Jersey tại Teaneck, New Jersey